# Duane Swanson
Duane Alexander Swanson (ur. 23 sierpnia 1913 w Waterman, zm. 13 września 2000 w Cumberland Furnace) – amerykański koszykarz, złoty medalista letnich igrzyskach olimpijskich w Berlinie. Wystąpił w dwóch spotkaniach.
W trakcie II wojny światowej służył w United States Army.